# Neuve-Église
Neuve-Église (tyska: Neukirch) är en kommun i departementet Bas-Rhin i regionen Grand Est (tidigare regionen Alsace) i nordöstra Frankrike. Kommunen ligger i kantonen Villé som tillhör arrondissementet Sélestat-Erstein. År 2022 hade Neuve-Église 617 invånare.

## Befolkningsutveckling
Antalet invånare i kommunen Neuve-Église
| Referens: INSEE |